# Concressault
Concressault é uma comuna francesa na região administrativa do Centro, no departamento Cher. Estende-se por uma área de 7,38 km². Em 2010 a comuna tinha 205 habitantes (densidade: 27,8 hab./km²).